# Episodi di Danger Force (terza stagione)
La terza ed ultima stagione della serie televisiva Danger Force è trasmessa negli Stati Uniti su Nickelodeon dal 20 aprile 2023 al 21 febbraio 2024.
In Italia la stagione va in onda su Nickelodeon dall'8 maggio 2023 al 26 gennaio 2024.
| nº | Codice di prod. | Titolo originale                  | Titolo italiano                       | Prima TV USA     | Prima TV Italia |
| -- | --------------- | --------------------------------- | ------------------------------------- | ---------------- | --------------- |
| 1  | 301             | The Force Returns Part 1          | Il ritorno della Danger Force parte 1 | 20 aprile 2023   | 8 maggio 2023   |
| 2  | 302             | The Force Returns Part 2          | Il ritorno della Danger Force parte 2 | 27 aprile 2023   | 9 maggio 2023   |
| 3  | 303             | Big Dynomite                      | Big Dynomite                          | 4 maggio 2023    | 10 maggio 2023  |
| 4  | 304             | Guardians of the Ponytail         | I guardiani della coda                | 11 maggio 2023   | 11 maggio 2023  |
| 5  | 305             | Miles Sells His Soul              | Miles vende l'anima                   | 18 maggio 2023   | 12 maggio 2023  |
| 6  | 306             | SwellMelonFest                    | Lo SwellMelon Fest                    | 25 maggio 2023   | 15 maggio 2023  |
| 7  | 307             | Hey, Where's Schwoz?              | Dov'è finito Schwoz?                  | 25 dicembre 2023 | 15 gennaio 2024 |
| 8  | 308             | Dumber Force                      | Tonter Force                          | 24 gennaio 2024  | 16 gennaio 2024 |
| 9  | 309             | Don't Go In There!                | Non aprite quella porta               | 31 gennaio 2024  | 17 gennaio 2024 |
| 10 | 310             | Bose's Birthday Party             | La festa di compleanno di Bose        | 7 febbraio 2024  | 18 gennaio 2024 |
| 11 | 311             | Ray Forgives                      | Impara a perdonare                    | 14 febbraio 2024 | 19 gennaio 2024 |
| 12 | 312             | The Battle for Swellview - Part 1 | La battaglia per Swellview - Parte 1  | 21 febbraio 2024 | 26 gennaio 2024 |
| 13 | 313             | The Battle for Swellview - Part 2 | La battaglia per Swellview - Parte 2  | 21 febbraio 2024 | 26 gennaio 2024 |